# Бармин, Вениамин Андреевич
Вениамин Андреевич Бармин (1928—2018) — советский  журналист, один из основоположников пензенского телевидения. Заслуженный работник культуры РСФСР (1978).

## Биография
Родился в селе Быково Быковского сельсовета Шипуновского района Рубцовского округа Сибирского края (современного Алтайского края) в крестьянской семье уездного учителя.
До 1941 года В. А. Бармин находился в детском доме в Алтайском крае. С 1941 в период Великой Отечественной войны начал свою трудовую деятельность погонщиком  табунов лошадей для Рабоче-Крестьянской Красной армии, которые перегонял из Монголии в город Бийск Алтайского края, и которые отправлялись для нужд фронта.
С 1945 по 1950 годы обучался на отделении журналистики историко-филологического факультета Уральского государственного университета имени А. М. Горького. С 1950 по 1954 годы работал — литературным сотрудником, заведующим отделом культуры и ответственным секретарём газеты «Сталинское знамя». С 1954 по 1956 годы работал — ответственным секретарём и  заместителем редактора газеты «Молодой ленинец». С 1957 по 1964 годы работал — ответственным секретарём и заместителем редактора газеты «Пензенская правда». 
С 1964 по 1990 годы, в течение двадцати шести лет, В. А. Бармин был руководителем Комитета по телевидению и радиовещанию Пензенского областного исполнительного комитета Совета народных депутатов. Под руководством В. А. Бармина происходило становление и развитие телевидения и радиовещания в Пензенской области и городе Пенза. В 1971 году «За большой вклад в развитие телевидения и радиовещания» Указом Президиума Верховного Совета СССР  В. А. Бармин был награждён Орденом Трудового Красного Знамени. 
Помимо основной деятельности В. А. Бармин занимался и общественно-политической работой: был депутатом Пензенского областного и Пензенского городского исполнительного комитета Совета народных депутатов, являлся членом Пензенского городского комитета КПСС и членом Пензенского областного комитета КПСС.
В 1978 году Указом Президиума Верховного Совета РСФСР «За заслуги в области культуры» В. А. Бармину было присвоено почётное звание — Заслуженный работник культуры РСФСР.  
С 1989 года вышел на заслуженный отдых. С 1990 по 1995 годы В. А. Бармин был руководителем рабочей группы редакционной коллегии 10-томной книги «Память. Пензенская область» о пензенцах-ветеранах Великой Отечественной войны.
Скончался 27 июня 2018 года в Пензе.

## Награды
Основной источник:
- Орден Трудового Красного Знамени (1971)

### Звания
- Заслуженный работник культуры РСФСР (1978)